# Kancabchen
Kancabchén es una localidad en el estado de Yucatán, México. Su nombre proviene del maya yucateco y se traduce como “pozo de tierra roja”, en referencia al color característico del suelo en la región. Es conocida por su historia, su entorno natural y su cultura maya.

## Historia
Kancabchén ha sido un asentamiento de importancia desde tiempos prehispánicos, cuando formaba parte del territorio maya. Durante el periodo colonial, se convirtió en un centro agrícola y, en el siglo XIX, en una hacienda henequenera, actividad que impulsó su desarrollo económico. Muchas de las antiguas haciendas de la zona aún conservan sus edificaciones originales.

## Geografía
Kancabchén se encuentra en la península de Yucatán, una región caracterizada por su clima cálido y suelos kársticos. La vegetación predominante es la selva baja caducifolia, con una fauna diversa que incluye especies como el venado cola blanca y el armadillo.

## Economía
Tradicionalmente, la economía de Kancabchén se basaba en la agricultura y la producción de henequén. Actualmente, la comunidad ha diversificado sus actividades económicas, incluyendo el turismo ecológico y cultural, la apicultura y la producción de artesanías.

## Cultura y tradiciones
Kancabchén mantiene vivas muchas tradiciones mayas, incluyendo la celebración del Hanal Pixán (Día de Muertos maya) y la jarana yucateca. La gastronomía local incluye platillos como la cochinita pibil, el relleno negro y los panuchos.

## Turismo
En los últimos años, Kancabchén ha sido un destino atractivo para los viajeros interesados en la historia y la naturaleza. Entre los principales puntos de interés se encuentran:
	*Haciendas antiguas, testimonio del auge henequenero en Yucatán.
	*Cenotes cercanos, ideales para nadar y explorar la belleza natural subterránea.
	*Zonas arqueológicas mayas, con vestigios de antiguas construcciones prehispánicas.